# Championnats d'Europe d'athlétisme en salle 2002
Navigation
Les 27e championnats d'Europe d'athlétisme en salle ont eu lieu du 1er au 3 mars 2002 à la Ferry-Dusika-Halle de Vienne, en Autriche. Comme lors des précédents championnats, vingt-huit épreuves sont disputés (14 masculines et 14 féminines).

## Résultats

### Hommes
| Épreuves         | Or                                                                                     | Argent                                                                         | Bronze                                                                                |
| 60 m             | Jason Gardener Royaume-Uni 6 s 49                                                      | Mark Lewis-Francis Royaume-Uni 6 s 55                                          | Anatoliy Dovhal Ukraine 6 s 62                                                        |
| 200 m            | Marcin Urbas Pologne 20 s 64                                                           | Christian Malcolm Royaume-Uni 20 s 65                                          | Robert Mackowiak Pologne 20 s 77                                                      |
| 400 m            | Marek Plawgo Pologne 45 s 39                                                           | Jimisola Laursen Suède 45 s 59                                                 | Ioan Vieru Roumanie 46 s 17                                                           |
| 800 m            | Pawel Czapiewski Pologne 1 min 44 s 78                                                 | André Bucher Suisse 1 min 44 s 93                                              | Antonio Reina Espagne 1 min 45 s 25                                                   |
| 1 500 m          | Rui Silva Portugal 3 min 49 s 93                                                       | Juan Carlos Higuero Espagne 3 min 50 s 08                                      | Michael East Royaume-Uni 3 min 50 s 52                                                |
| 3 000 m          | Alberto García Espagne 7 min 43 s 89                                                   | Antonio Jiménez Espagne 7 min 46 s 49                                          | Jesús España Espagne John Mayock Royaume-Uni 7 min 48 s 08                            |
| 60 mètres haies  | Colin Jackson Royaume-Uni 7 s 40                                                       | Elmar Lichtenegger Autriche 7 s 44                                             | Stanislavs Olijars Lettonie 7 s 51                                                    |
| 4 × 400 mètres   | Pologne Marek Plawgo Piotr Rysiukiewicz Artur Gąsiewski Robert Maćkowiak 3 min 05 s 50 | France Marc Foucan Laurent Claudel Loic Lerouge Stéphane Diagana 3 min 06 s 42 | Espagne Carlos Meléndez David Canal Salvador Rodríguez Alberto Martínez 3 min 06 s 60 |
| Saut en hauteur  | Staffan Strand Suède 2,34 m                                                            | Stefan Holm Suède 2,30 m                                                       | Yaroslav Rybakov Russie 2,30 m                                                        |
| Saut à la perche | Tim Lobinger Allemagne 5,75 m                                                          | Patrik Kristiansson Suède 5,75 m                                               | Lars Börgeling Allemagne 5,75 m                                                       |
| Saut en longueur | Raúl Fernández Espagne 8,22 m                                                          | Yago Lamela Espagne 8,17 m                                                     | Petar Datchev Bulgarie 8,17 m                                                         |
| Triple saut      | Christian Olsson Suède 17,54 m                                                         | Marian Oprea Roumanie 17,22 m                                                  | Aleksandr Glavatskiy Biélorussie 17,05 m                                              |
| Lancer du poids  | Manuel Martínez Espagne 21,26 m                                                        | Joachim Olsen Danemark 21,23 m                                                 | Pavel Chumachenko Russie 20,30 m                                                      |
| Heptathlon       | Roman Šebrle Tchéquie 6 280 pts                                                        | Tomáš Dvořák Tchéquie 6 165 pts                                                | Erki Nool Estonie 6 084 pts                                                           |

### Femmes
| Épreuves         | Or                                                                                            | Argent                                                                           | Bronze                                                                             |
| 60 m             | Kim Gevaert Belgique 7 s 16                                                                   | Marina Kislova Russie 7 s 18                                                     | Georgia Kokloni Grèce 7 s 22                                                       |
| 200 m            | Muriel Hurtis France 22 s 52                                                                  | Karin Mayr Autriche 22 s 70                                                      | Gabi Rockmeier Allemagne 23 s 05                                                   |
| 400 m            | Natalya Antyukh Russie 51 s 65                                                                | Claudia Marx Allemagne 52 s 15                                                   | Karen Shinkins Irlande 52 s 17                                                     |
| 800 m            | Jolanda Ceplak Slovénie 1 min 55 s 82                                                         | Stephanie Graf Autriche 1 min 55 s 85                                            | Elisabeth Grousselle France 2 min 01 s 46                                          |
| 1 500 m          | Yekaterina Puzanova Russie 4 min 06 s 30                                                      | Elena Iagăr Roumanie 4 min 06 s 90                                               | Alesya Turova Biélorussie 4 min 07 s 69                                            |
| 3 000 m          | Marta Domínguez Espagne 8 min 53 s 87                                                         | Carla Sacramento Portugal 8 min 53 s 96                                          | Yelena Zadorozhnaya Russie 8 min 58 s 36                                           |
| 60 mètres haies  | Linda Ferga France 7 s 96                                                                     | Kirsten Bolm Allemagne 7 s 97                                                    | Patricia Girard France 7 s 98                                                      |
| 4 × 400 mètres   | Biélorussie Yekatarina Stankevich Iryna Khliustava Anna Kozak Sviatlana Usovich 3 min 32 s 24 | Pologne Anna Pacholak Aneta Lemiesz Anna Zagórska Grażyna Prokopek 3 min 32 s 45 | Italie Daniela Reina Patrizia Spuri Carla Barbarino Danielle Perpoli 3 min 36 s 49 |
| Saut en hauteur  | Marina Kuptsova Russie 2,03 m                                                                 | Dóra Gyõrffy Hongrie 1,95 m                                                      | Kajsa Bergqvist Suède 1,95 m                                                       |
| Saut à la perche | Svetlana Feofanova Russie 4,75 m                                                              | Yvonne Buschbaum Allemagne 4,65 m                                                | Monika Pyrek Pologne 4,60 m                                                        |
| Saut en longueur | Níki Xánthou Grèce 6,74 m                                                                     | Olga Rublyova Russie 6,74 m                                                      | Lyudmila Galkina Russie 6,68 m                                                     |
| Triple saut      | Tereza Marinova Bulgarie 14,81 m                                                              | Ashia Hansen Royaume-Uni 14,71 m                                                 | Yelena Oleynikova Russie 14,30 m                                                   |
| Lancer du poids  | Vita Pavlysh Ukraine 19,76 m                                                                  | Assunta Legnante Italie 18,60 m                                                  | Lieja Koeman Pays-Bas 18,53 m                                                      |
| Pentathlon       | Yelena Prokhorova Russie 4 622 pts                                                            | Naide Gomes Portugal 4 595 pts                                                   | Carolina Kluft Suède 4 535 pts                                                     |

## Tableau des médailles
| Rang | Nation      | Or | Argent | Bronze | Total |
| ---- | ----------- | -- | ------ | ------ | ----- |
| 1    | Russie      | 5  | 2      | 4      | 11    |
| 2    | Espagne     | 4  | 3      | 3      | 10    |
| 3    | Pologne     | 4  | 1      | 2      | 7     |
| 4    | Suède       | 2  | 4      | 1      | 7     |
| 5    | Royaume-Uni | 2  | 3      | 2      | 7     |
| 6    | France      | 2  | 1      | 1      | 4     |
| 7    | Allemagne   | 1  | 3      | 2      | 6     |
| 8    | Portugal    | 1  | 2      | 0      | 3     |
| 8    | Tchéquie    | 1  | 2      | 0      | 3     |
| 10   | Ukraine     | 1  | 0      | 2      | 3     |
| 11   | Biélorussie | 1  | 0      | 2      | 3     |
| 12   | Grèce       | 1  | 0      | 1      | 2     |
| 12   | Bulgarie    | 1  | 0      | 1      | 2     |
| 14   | Belgique    | 1  | 0      | 0      | 1     |
| 14   | Slovénie    | 1  | 0      | 0      | 1     |
| 16   | Autriche    | 0  | 3      | 0      | 3     |
| 17   | Roumanie    | 0  | 2      | 1      | 3     |
| 18   | Italie      | 0  | 1      | 1      | 2     |
| 19   | Suisse      | 0  | 1      | 0      | 1     |
| 19   | Danemark    | 0  | 1      | 0      | 1     |
| 19   | Hongrie     | 0  | 1      | 0      | 1     |
| 22   | Irlande     | 0  | 0      | 2      | 2     |
| 23   | Pays-Bas    | 0  | 0      | 1      | 1     |
| 23   | Estonie     | 0  | 0      | 1      | 1     |
| 23   | Lettonie    | 0  | 0      | 1      | 1     |